# Amomum schistocalyx
Amomum schistocalyx là một loài thực vật có hoa trong họ Gừng. Loài này được Yun Hong Tan và Hong Bo Ding mô tả khoa học đầu tiên năm 2020.

## Từ nguyên
Tính từ định danh loài "schistocalyx" đề cập đến đài hoa không hình ống và nứt ra.

## Phân bố
Chỉ được biết đến từ điểm điển hình là cạnh sông Chindwin, quận Hkamti, vùng Sagaing, Myanmar. Nơi sinh sống là ở bờ sông, ở cao độ 100–150 m (330–490 ft) trong rừng nhiệt đới.

## Mô tả
Cây thân thảo mọc thành cụm, cao 1,0-2,0 m. Thân giả với 2-7 lá trên mỗi thân giả, phình ra ở gốc, màu vàng ánh lục hoặc vàng ánh nâu; lưỡi bẹ hình trứng, 2 thùy đến giữa hoặc đáy, dài 2,0-4,0 cm, màu nâu ánh vàng, dạng màng, dễ vỡ, có lông tơ, đỉnh nhọn; cuống lá 2,0-7,0 cm; phiến lá mặt gần trục màu xanh lục, mặt xa trục màu trắng bạc, hình elip đến hình mác thuôn dài, 17–50 × 6–10 cm, mặt gần trục nhẵn nhụi, mặt xa trục rậm lông tơ màu trắng bạc áp ép, gốc thon nhỏ dần, chóp hình đuôi. Cụm hoa ở gốc, 5,0-18,0 cm, sinh ra từ thân rễ, một cụm hoa trên mỗi thân giả, cuống cụm hoa 4,0-10,0 cm, màu nâu ánh đỏ, phần mang hoa dạng tháp nhọn (tháp ngược), 3,6-5,5 × 3,5-4,5 cm, lỏng lẻo với trục có thể nhìn thấy giữa các lá bắc, lá bắc hình trứng vô sinh, 1,6-2,7 x 1,5-2,0 cm, màu nâu ánh vàng, dạng màng; lá bắc hữu sinh (lá bắc con), không hình ống, hình mũi mác, 1,5–2,5 × 0,3–0,5 cm, màu nâu ánh vàng, dạng màng, có sọc, sau đó sớm rữa, đối diện một hoa. Hoa 3,2-4,0 cm, màu vàng. Đài hoa không hình ống, xẻ tới đáy (ngay cả khi hoa trong nụ), 1,0-1,5 × 0,3-0,6 cm, đỉnh 3 răng, dạng màng, màu nâu ánh vàng, có lông tơ. Ống tràng hoa dài 1,0–1,2 cm, rộng khoảng 0,4 cm ở miệng, màu vàng nhạt, nhẵn nhụi; thùy tràng hoa ở lưng thuôn dài hoặc hình trứng, 1,5–1,7 × 0,5–0,7 cm, màu vàng ánh nâu và ánh đỏ về phía đỉnh, đỉnh có nắp với mũi nhọn dài 1–2 mm, mép có lông rung; các thùy tràng hoa ở bên thuôn dài, 1,5–1,7 × 0,4–0,5 cm, màu trắng về phía gốc và màu vàng ánh nâu ở đỉnh, đỉnh thuôn tròn, mép có lông rung. Cánh giữa môi dưới tỏa rộng, có màu đỏ ở vuốt, màu vàng ánh nâu xỉn ở giữa và mép, hình trứng ngược, nguyên, 1,9–2,3 × 1,0–1,2 cm, mép quăn, có gân nổi rõ, có răng cưa, nhẵn nhụi, mặt gần trục có lông ở gốc. Các nhị lép bên hình mũi mác, mặt gần trục màu đỏ về phía gốc và màu vàng ánh nâu ở đỉnh, mặt xa trục màu vàng ánh nâu, 3–4 mm. Nhị dài 1,2–1,7 cm, chỉ nhị 0,4–0,7 × 0,2–0,3 cm, màu đỏ ở gốc, màu vàng ánh nâu ở đỉnh, có lông tơ, mô liên kết có lông tơ, màu vàng ánh nâu, mô vỏ bao phấn thuôn dài, dài 0,7–0,9 cm, màu trắng kem, nứt theo chiều dài, mào bao phấn hình bán nguyệt hoặc ba thùy không rõ nét, khoảng 7 × 2 mm, màu vàng ánh nâu, dạng màng, mép có răng cưa. Các tuyến trên bầu hai, dẹt, khoảng 2 x 1 mm, màu kem, nhẵn nhụi. Bầu nhụy hình elipxoit, khoảng 6 x 3 mm, có lông nhung; vòi nhụy dài khoảng 2,7 cm, có lông măng; đầu nhụy hình chén, màu trắng, miệng có lông rung. Cụm quả dài tới 40 cm, thường với 1-7 quả đạt độ thuần thục. Quả nang hình trứng, 3,0-3,5 × 2,7-3,0 cm, 9 cánh, màu xanh lục, ở đỉnh với đài hoa bền có lông tơ, các cánh thẳng, cuống 5–7 mm. Có thể ra hoa vào tháng 4-6 và tạo quả vào tháng 5-7.
A. schistocalyx chia sẻ các đặc trưng tương tự với A. putrescens, nhưng khác nhau ở nhiều đặc trưng, chẳng hạn như lá (mặt xa trục có lông tơ màu trắng bạc áp ép dày so với nhẵn nhụi), lưỡi bẹ (2 khe so với nguyên), đài hoa (không hình ống so với hình ống), cánh môi (màu đỏ ở vuốt, màu vàng ánh nâu xỉn ở giữa và mép so với màu vàng gần như thuần khiết), nhị lép bên (hình mũi mác, mặt gần trục đỏ về phía đáy và màu vàng ánh nâu ở đỉnh, mặt xa trục màu vàng ánh nâu so với giống như răng, màu đỏ) và các tuyến trên bầu (2 mm so với 5 mm).